# Wendelin Brohm
Wendelin Brohm (* 11. Mai 1887 in Haingrund; † 31. Oktober 1980 in Lauerbach) war von Beruf Gerber, Gründer und Leiter von Ortsgruppen der Arbeiterwohlfahrt, sozialdemokratischer Kommunalpolitiker  in Südhessen sowie Träger des Bundesverdienstkreuzes.

## Biografie
Wendelin Brohm war ein Sohn von Nikolaus und Barbara Brohm und stammte aus einfachen bäuerlichen Verhältnissen. Mit den Eltern früh aus dem Odenwald nach Groß-Umstadt gekommen, erlernt er in der kleinen Ackerbauerstadt den Beruf eines Gerbers. 1910 heiratete er Katharina Schimpf aus Heubach, die, wie er später politisch tätig, u. a. seit 1932 Vorsitzende des Frauenbundes der Umstädter SPD war. Aus der Ehe entstammten drei Kinder, der älteste Sohn fiel im Zweiten Weltkrieg.
Seit 1912 gewerkschaftlich tätig, war er Kriegsteilnehmer im Ersten Weltkrieg und wurde noch 1918 in Frankreich an der Westfront bei den Stellungskämpfen verschüttet. Von den Kriegserlebnissen gezeichnet und ab da den Krieg verabscheuend, kam er nach einem Lazarettaufenthalt in seine Heimatstadt zurück und trat noch 1918 der sich ein Jahr zuvor von der Mehrheits-SPD abgespaltenen USPD bei, als dessen führender Kopf er im Umstädter Raum bekannt wurde. Als einer der Initiatoren betrieb er die Wiedervereinigung der örtlichen sozialdemokratischen Gruppen, die am 6. März 1921 zur Wiedervereinigung in der Stadt führten. Der spätere hessische Landtagsabgeordnete Otto Sturmfels wurde erster Vorsitzender der örtlichen SPD, Wendelin Brohm als sein Stellvertreter gewählt.
Bei der Gemeinderatswahl 1922 stand er nach Johannes Lampe, späterer Bürgermeister von Groß-Umstadt, auf der Liste an zweiter Stelle und wurde in den Stadtrat gewählt. 1923 wurde er Erster Ortsvorsitzender der SPD. Stark sozial engagiert, gründete er 1924 die Ortsgruppe der Arbeiterwohlfahrt und wirkte als deren Vorsitzender bis zur Machtergreifung der Nationalsozialisten 1933. Ab 1926 war er als Elektromonteur bei der HEAG tätig. 1931 übernahm er die Führung der Umstädter SPD.
Schon nach der Reichstagswahl vom Juli 1932 Verleumdungen ausgesetzt, wurde er Ende des Jahres neben willkürlichen Hausdurchsuchungen vor seiner Wohnung im Darmstädter Schloss von Nazis schwer misshandelt. Mit der letzten Reichstagswahl im März 1933 und der Machtergreifung der Nationalsozialisten Ende Mai 1933 auch in Umstadt und mit Erlass vom 28. Juni 1933 unter Polizeiaufsicht gestellt, wurde er aller Ämter enthoben und verlor seine Arbeitsstelle bei der HEAG. Auf Rat von Freunden verließ er mit seiner Familie die vom roten zum braunen Umstadt gewordene Stadt und zog nach Lauerbach bei Erbach in den Odenwald.
Nach dem Ende der nationalsozialistischen Unrechtsherrschaft wurde er wieder politisch aktiv. Er gründete in seiner neuen Gemeinde Lauerbach eine Ortsgruppe der SPD neu und wurde deren Vorsitzender. Später in den Gemeinderat gewählt, war er bis 1960 als Erster Beigeordneter der Gemeinde tätig. Schon ab September 1946 bei der Gründung von Ortsvereinen der AWO in Erbach und Michelstadt dabei, kümmerte er sich mit Heinrich Sattler und Gustav Neff aus Michelstadt um die Verteilung von Hilfspaketen an Ausgebombte und Flüchtlinge und um Hilfe bei der Wohnungssuche im Odenwälder Raum. 1948 gründete er im Kreis Erbach den Kreisverband der AWO mit und führte sie als deren Vorsitzender bis 1958. Er war auch danach immer noch als deren Ehrenvorsitzender tätig.
1967 wurde er als 80-Jähriger für seine Verdienste vom Bundespräsidenten mit dem Bundesverdienstkreuz geehrt. Drei Jahre später wurde er für seine „besonderen Verdienste um das öffentliche Wohl und das Ansehen des Landkreises Erbach“ mit der Bronzenen Ehrenplakette des Kreises ausgezeichnet.
1975 konnte er mit seiner Ehefrau das seltene Jubiläum der Eisernen Hochzeit (65 Jahre verheiratet) feiern. Er starb hochbetagt 1980 in seinem letzten Heimatort Lauerbach.